# Kru jezici
Kru jezici, skupina voltaško-kongoanski jezika koja se sastoji od pet glavnih podskupina koje obuhvaćaju 39 jezika. To su:
a. Aizi (3) Obala Slonovače: aizi (3 jezika: aproumu, mobumrin, tiagbamrin).
b. Istočni Kru (11) Obala Slonovače: Bakwe (2): bakwé, wané; Bete (5): béte (3 jezika: guiberoua, gagnoa, daloa), godié, kouya; Dida (3): dida (2 jezika: lakota, yocoboué), neyo; Kwadia (1): kodia.
c. Kuwaa (1) Liberija: kuwaa.
d. Seme (1) Burkina Faso: siamou.
e. Zapadni Kru (23) Liberija, Obala Slonovače: Bassa (3): bassa, dewoin, gbii; Grebo (9): glio-oubi, grebo (5 jezika: sjeverni, gboloo, južni, središnji, barclayville), krumen (3 jezika: plapo, pye, tepo); Klao (2): klao, tajuasohn; Wee (9): daho-doo, glaro-twabo, krahn (2 jezika: istočni i zapadni), nyabwa, sapo, wè sjeverni, wè južni, wè zapadni.

## Vanjske poveznice
- Ethnologue (14th)
- Ethnologue (15th)